# Bob Nelson (Schauspieler)
Bob Nelson auch Roberto Nelson (* im 20. Jahrhundert als Roberto Nelson Solís) ist ein mexikanisches Model und Schauspieler.

## Karriere
Geboren in Mexiko als Roberto Nelson Solís, besser bekannt als Bob Nelson, ist ein Schauspieler und Model, der in den 1980er Jahren sehr aktiv in Werbespots aller Art und in Photonovelas neben Schauspielerinnen wie Silvia Pinal, Verónica Castro oder Sasha Montenegro auftrat. Er schmückte zahlreiche Titelcover von Zeitschriften und spielte zwischen 1980 und 1986 unter anderem als Roberto Nelson Solís  aber überwiegend unter seinem Künstlernamen Bob Nelson auch in einem halben Dutzend Kinofilmen mit. 1982 trat er als männlicher Hauptdarsteller an der Seite von Leigh und Lynette Harris in dem US-amerikanisch-mexikanischen Fantasyfilm Mächte des Lichts von Regisseur Jack Hill aus dem Jahr 1982 in Erscheinung. Die Idee zu dem Film kam Produzent Roger Corman, als er den Erfolg von Conan der Barbar (1982) sah. So kam ihm die Idee, selbst ins Genre des Barbarenfilms einzusteigen. Daher forderte er von Jim Wynorski ein Drehbuch, das dieser innerhalb von sieben Tagen verfasste. 1986 gab Bob Nelson noch ein kurzes Gastspiel als Bruce in Rubén Galindos Kinoproduktion Yako – Der einsame Rächer.

## Filmografie (Auswahl)

### Kino
- 1980: La dinastía de Dracula
- 1980: Golpe a la mafia
- 1981: Okey, Mister Pancho
- 1982: El vecindario
- 1982: Mächte des Lichts (Sorceress)
- 1986: Yako – Der einsame Rächer (Yako, cazador de malditos)